# 陈用林

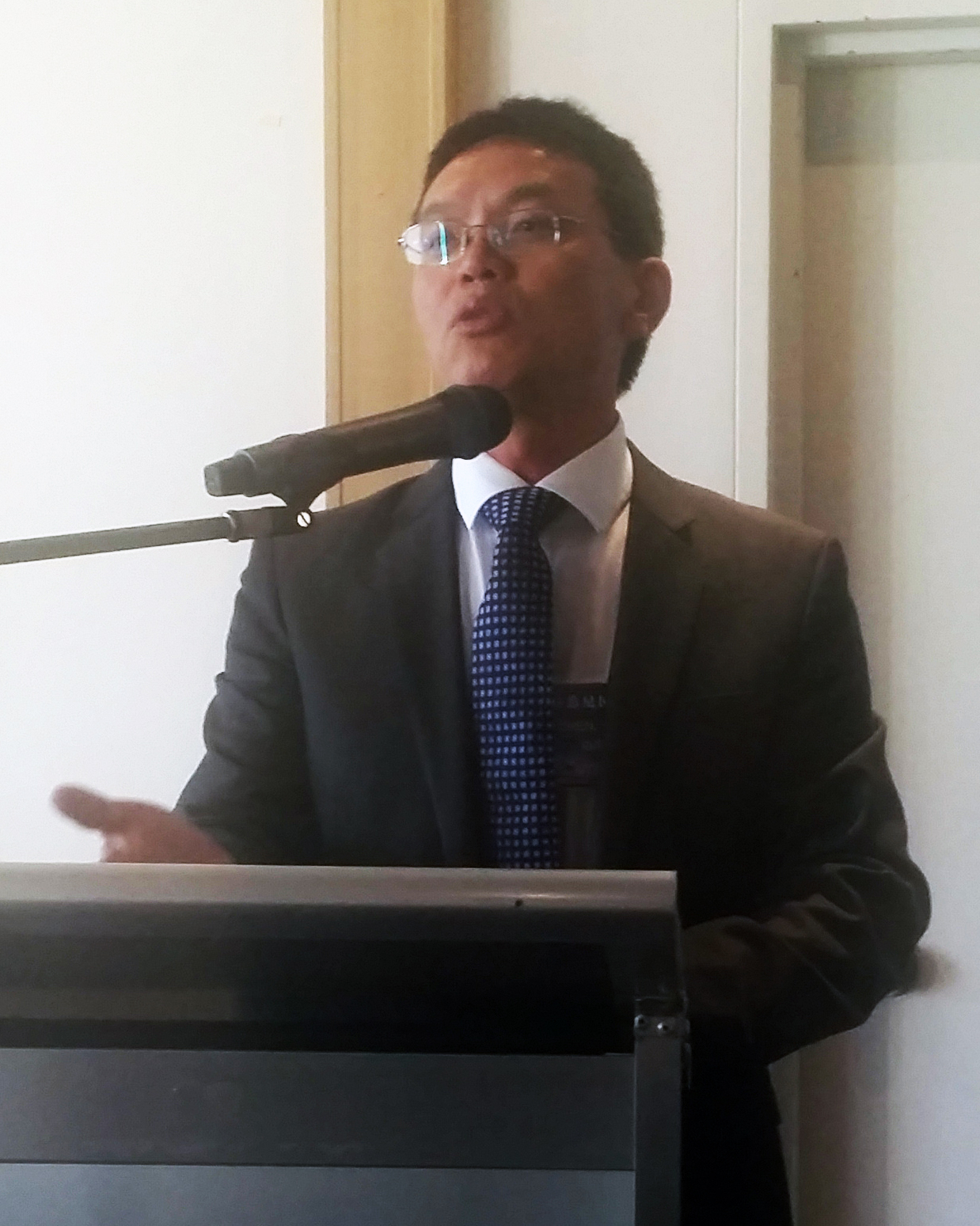
陳用林在2015雪梨中國民主化進程及兩岸三地關係發展研討會

陈用林（1968年－），中国浙江宁波人，曾任中国驻悉尼总领事馆一等秘书。他于2005年5月26日出走并在2005年6月4日悉尼六四天安门事件纪念活动中公开露面。2005年7月8日澳大利亚移民局给予陈用林及其家人政治避难类别的永久居留权。陈用林和妻子以及女儿现在居住在澳大利亚新南威尔士州的悉尼。
陈用林的出走在当时轰动一时，包括美国在内的世界各国政府曾给与极大的关注，并引来各国传媒争相报导。中华人民共和国政府事后发表声明“坚决反对澳洲政府发出保护签证给陈用林”。

## 經歷
陈用林在1989年六四事件时正在北京外交学院读书，在此期间曾与同学参加当时一连串的学生运动，六四事件后他与一些同学接受有关当局的再教育，1991年后分配到中华人民共和国外交部北美大洋洲司。后被派驻到中华人民共和国驻斐济大使馆。2001年被派往中华人民共和国驻悉尼总领事馆。 
陈用林透露，中华人民共和国政府所驻派在大部分西方国家的大使馆以及总领事馆的政研处，亦被称作政治处，专门负责监视和打压流亡海外的中国异议人士团体：包括法轮功、民运、台湾、西藏、新疆等问题。他说：“反对法轮功是中共的首要问题。他们用60%的财力和精力对付法轮功，20%到30%对付台湾、5%到10%用于每个其它问题。”
他主管政治调研，非常熟悉中国外交政策。熟悉中国外交部和驻外机构运作情况。他曾对传媒透露：中国大陆安排1000名“特工和线人”在澳大利亚境内工作。其主要任务之一是对民运人士、法轮功学员、台独、藏独及其他中国异见人士在澳大利亚举动之情报收集，北京官方对此予以否认。

## 出逃後
他在出逃后曾参加反共性质的访问与集会活动。并曾在美国国会、澳洲参议院、欧盟议会、英国国会、比利时弗拉芒议会等就中国人权问题作证并受该国议员欢迎，他曾和郝凤军一起在伦敦政治经济学院向学生们作演讲。 2005年11月，当中国国家主席胡锦涛访问英国时，他恰好在英国议会就中国人权问题作证。12月10日，他在悉尼“人权日”一个集会上演讲。
2006年2月10日，陈回到中国驻悉尼总领馆门前，并与出走至澳洲的另一政治异见人士袁红冰共同发起大洋洲绝食抗议，回应中国大陆人权律师高智晟于2月4日提出的全球维权接力绝食运动。3月6日他为支持高智晟再次参加绝食活动。 3月27日，他与30多个澳洲华人在中国总理温家宝访问墨尔本之际发表致澳洲总理公开信，敦促澳政府和议员向温家宝提出人权与政治迫害问题。
2007年6月上旬，陈用林在加拿大的多伦多、渥太华、温哥华、蒙特利尔作旋风式巡回演讲访问。期间，他与加拿大移民和公民部长肯尼等官员进行了会见。接受了约20多家英法文媒体的访问，引起了主流社会关于中国在加拿大到底部署了多少间谍和线人问题的大讨论。
他点名全加华人联合会、加拿大华人促进中国统一联盟等团体为中国政府所操控，是“中共的代理人”，引起这些团体的不满。中国商务部网站还刊登了全加华人联合会的声明“中国前外交官制造仇恨”，以示声援。中国大陆政府建立的专门“揭批”法轮功的网站“凯风网”也推出几篇文章批判陈用林，受到大陆政府宣传机构的广泛转载。

## 外部連結

### 個人專訪
- 陳用林專訪1[永久]、2[永久]，美國自由亞洲電台2005年6月24日
- 陳用林故地絕食訴衷腸 （页面存档备份，存于），大紀元2006年2月12日

### 相關新聞
- 联合早报：中国抗议澳洲庇护陈用林
- 大紀元：袁紅冰陳用林絕食聲援高智晟媒體關注 （页面存档备份，存于）
- 中國方面指叛逃者陳用林"編造謊話" （页面存档备份，存于），BBC中文網2005年6月5日
- 陳用林曝光澳外長協助中共迫害法輪功內幕，新唐人電視台2005年6月23日
- 陳用林在美控訴中共鎮壓法輪功，中央社2005年7月21日，大紀元轉載
- 澳洲華人聯署致澳總理及國會議員公開信，2006年3月27日